# Leptilla degenerata
Leptilla degenerata är en tvåvingeart som beskrevs av Borgmeier 1963. Leptilla degenerata ingår i släktet Leptilla och familjen puckelflugor. Inga underarter finns listade i Catalogue of Life.